# 272 aC
El 272 aC va ser un any del calendari romà prejulià. Durant la República i l'Imperi Romà, era conegut com a any del consolat de Cursor i Màxim (o, més rarament, any 482 ab urbe condita o de la fundació de la ciutat). L'ús del nom «272 aC» per referir-se a aquest any es remunta a l'alta edat mitjana, quan el sistema Anno Domini va ser el mètode de numeració dels anys més comú a Europa.

## Esdeveniments

### Antiga Grècia
- Cleònim, exclòs del tron d'Esparta, que anys abans havia ocupat Còrcira, d'on l'havia tret Demetri Poliorceta, apareix a Esparta demana ajuda a Pirros, rei de l'Epir perquè l'ajudi a conquerir el país. Pirros envaeix el Peloponès.[2]
- Aristip I és tirà d'Argos amb l'ajut del rei macedoni Antígon II Gònatas, quan mor Pirros.[3]
- Alexandre II de l'Epir succeeix el seu pare.[4]

### República de Roma
- Aquest any són elegits cònsols Luci Papiri Cursor i Espuri Carvili Màxim.[5]
- Després de la caiguda de Tàrent en mans dels romans, els samnites, els lucans i els brutis es sotmeten i demanen la pau. Finalitza la Quarta guerra samnita.[6]
- Mani Curi Dentat i Luci Papiri Cursor, germà del cònsol, són nomenats censors i inicien la construcció de l'aqüeducte anomenat Aqua Annio Vetus. Es va finançar amb els tresors recollits de la victòria contra Pirros d'Epir. L'aqüeducte prenia aigua del riu Annio, i es va anomenar vetus (vell) després de què es construís l'Annio Novus, quasi tres-cents anys després.[7]

## Necrològiques
- Pirros, rei de l'Epir. Arístees, un dels dirigents d'Argos, li demana ajuda per vèncer el seu rival Aristip. Havia entrat a la ciutat però va veure que no la podia conquerir i va voler marxar. En la fugida un soldat el fereix, i el rei el va voler matar. La mare del soldat, des d'un terrat li tira una pedra al cap que li causa la mort.[8]